# Приозерна сільська рада
Приозе́рна сільська рада (рос. Приозёрный сельский совет) — сільське поселення у складі Усть-Калманського району Алтайського краю Росії.
Адміністративний центр — селище Приозерний.

## Населення
Населення — 470 осіб (2019; 581 в 2010, 798 у 2002).

## Склад
До складу сільської ради входять:
| Населений пункт    | Населення, осіб (2002) | Населення, осіб (2010) |
| ------------------ | ---------------------- | ---------------------- |
| Восточний, селище  | 301                    | 191                    |
| Приозерний, селище | 497                    | 390                    |